# Sart-Dames-Avelines
Sart-Dames-Avelines (Waals: El-Sårt-Dames-Avlenes) is een plaats in het zuiden van de provincie Waals-Brabant, die nu deel uitmaakt van de Belgische gemeente Villers-la-Ville. Tot 1 januari 1977 was het een zelfstandige gemeente.

## Bezienswaardigheden
- De Sint-Niklaaskerk (Église Saint-Nicolas) is een neoclassicistisch bouwwerk van 1867.
- Het Château de la Hutte is een bouwwerk van 1839 in neoclassicistische stijl dat begin 20e eeuw nog werd uitgebreid. Het kasteel ligt in een groot lamdschapspark.
- De Moulin de Thil is een bovenslagmolen op de Thyle.
- De Moulin de Buchet is een bovenslagmolen op de Ruisseau du Pré des Saules.

## Natuur en landschap
Sart-Dames-Avelines ligt aan de Ruisseau du Pré des Saules die overgaat in de Thyle en oostwaarts stroomt. In het noorden stroomt de Ri d'Hez. Daar vindt men ook een bosrijk gebied. De hoogte aan de kerk is 129 meter.

## Demografische ontwikkeling
- Bronnen:NIS, Opm:1831 tot en met 1970=volkstellingen, 1976= inwonersaantal op 31 december

## Nabijgelegen kernen
Villers-la-Ville, Baisy-Thy, Frasnes-lez-Gosselies
Deelgemeenten: Marbais · Mellery · Sart-Dames-Avelines · Piraumont · Tilly

Overige dorpen en gehuchten: Gentissart · Heuval · Marbisoux · Piraumont · Rigenée · Strichon

Belgische gemeenten · Arrondissement Nijvel · Waals-Brabant · Wallonië